# Antonio Grimani
Antonio Grimani (Venezia, 28 dicembre 1434 – Venezia, 7 maggio 1523) è stato un politico italiano al servizio della Repubblica di Venezia come il 76º doge dal 6 luglio 1521 fino alla sua morte.

## Biografia

### Infanzia
Nacque dal patrizio Marino Grimani del ramo "da Santa Fosca" e da Agnesina di Giovanni Montaner, di casata popolare originaria di Modone. Le origini non nobili della madre, cui si aggiungevano i problemi economici della famiglia, di certo non favorirono il suo inserimento nell'alta società veneziana. Rimasto orfano del padre a soli quattro anni, passò sotto la tutela di uno zio.

### Carriera mercantile
La sua fortuna gli venne dai commerci: in giovanissima età prese a viaggiare sulle galee commerciali nel Medio Oriente e, grazie al suo talento, accumulò un patrimonio che, esclusi gli immobili, superava i centomila ducati. Questa situazione gli procurò prestigio e autorevolezza negli ambienti mercantili veneziani. Nel 1458, inoltre, aveva sposato Caterina di Domenico Loredan e creò così delle parentele con le più prestigiose famiglie veneziane.

### Carriera politica
In età matura decise di intraprendere la carriera politica, forte dell'esperienza e del prestigio accumulati nel mondo degli affari. Nel 1483 fu savio di Terraferma, nel 1484 avogador di Comun, nel 1486 savio alla Sanità; nel 1487 fu tra i componenti di una commissione di indagine sui lavori per la deviazione del Brenta, nel 1488 divenne provveditore dell'Arsenale, nello stesso anno savio del Consiglio. Nel marzo 1489 rifiutò la carica di oratore al re Mattia Corvino e nell'aprile seguente venne sostituito dal figlio Domenico (allora letterato di successo) nell'ambasceria inviata presso Federico III del Sacro Romano Impero per scortarlo nel territorio veneto.
Nell'agosto fu nuovamente nominato provveditore all'Arsenale, poi fu savio del Consiglio (1490, 1491, 1492), consigliere ducale (1492) e savio nella zona di Collegio (1493). Nel 1493 lo stesso figlio Domenico veniva creato cardinale e si assicurò così dei solidi legami anche con la Chiesa.

### Capitano del Mar ed esilio
Nel 1499 scoppiò l'ennesima guerra tra la Turchia e la Repubblica.
Eletto Capitano da Mar nonostante la scarsa esperienza, il Grimani fu costretto ad accettare e a dirigere la flotta contro il nemico. La sua imperizia dinanzi a tale compito e anche un po' di sfortuna, condussero la flotta a due cocenti sconfitte (Sapienza, 12 agosto e Zonchio, 25 agosto), che scandalizzarono l'opinione pubblica veneziana che si sentì umiliata.
Il Grimani, destituito e ricondotto a Venezia in ceppi, rischiò persino il linciaggio da parte della folla. Nonostante questa rabbia popolare presto emerse la colpa collettiva degli ufficiali della flotta, e quindi la pena fu piuttosto mite: perdita della carica di procuratore e confino presso la città di Cherso. In questa località il Grimani si rese presto latitante e scappò a Roma fino al 1509.

### Ritorno a Venezia
Nel 1509, grazie ai buoni uffici dei figli, venne graziato e gli venne restituita la carica di procuratore.
Al suo ritorno il Grimani riuscì presto a tornare in auge ricoprendo svariate cariche amministrative e facendo rifiorire le sue attività commerciali.
Questi legami politico – economici fecero presto dimenticare la sua disavventura e formarono le basi per il consenso alla sua elezione a doge.

### Dogado
Il 21 giugno 1521 moriva il doge Leonardo Loredan e subito si procedeva a formare la lista dei quarantuno elettori del doge.
Il fatto che non vi fossero personalità importanti tra i prescelti permise di ricorrere al broglio senza grossi problemi ed il Grimani, molto ricco e gradito ai giovani concorrenti avendo un'età così avanzata, non ci mise molto a trovare i venticinque voti necessari per l'elezione. Il 6 luglio 1521 diventava doge.
Si organizzarono feste spettacolari e furono spesi fiumi di denaro per festeggiare la sua elezione. Il suo dogato, dopo una vita così travagliata, scorse abbastanza tranquillo essendo la Repubblica quasi in pace, salvo qualche intervento isolato nella terraferma italiana, sempre squassata dalle lotte franco-spagnole. Dal 1521 iniziò il gioco del Lotto.
Il doge, "vecchio e rimbambito", come lui stesso si definì, presto smise di seguire le faccende dello Stato, occupato com'era dalle forti diatribe famigliari dovute alla suddivisione dell'eredità e alla perenni richieste di denaro da parte dei nipoti.
Si pensò di farlo abdicare ma non ce ne fu il tempo: il 6 maggio 1523 tornando a Palazzo Ducale dopo aver partecipato alle nozze di un nipote si sentì male.

### Morte
L'età avanzata forse un'indigestione ne provocarono la morte il 7 maggio 1523.
Il popolo, che ricordava ancora la sconfitta del 1499 e la sua mancanza di autorità nella guida del governo, fu felice alla sua morte.